# We’re on the Road to D’ohwhere
«We’re on the Road to D’ohwhere» (рус. Мы на пути в никуда) — одиннадцатая серия семнадцатого сезона «Симпсонов».

## Сюжет
Барт и Милхаус находят в рабочем столе директора Скиннера ключ от коммуникационных тоннелей, чтобы открутить один из паровых вентилей, из-за которого пар разрушает здание школы. В качестве наказания Директор Скиннер отправляет Барта в самый строгий исправительный лагерь «Движение Вверх» в Орегоне. Тем временем, Мо рассказывает Гомеру, Ленни, Карлу и Барни про неудачную попытку самоубийства путём повешения, в результате которой он подал в суд на производителя веревок, отсудил у него много денег и новую веревку. Благодаря такому количеству денег, Мо решает поехать с друзьями в Лас-Вегас, а Гомер, вместо того, чтобы ехать туда, вынужден сопровождать Барта в исправительный лагерь «Движение Вверх».
Гомер направляется в аэропорт, чтобы купить билет до Портленда, но кассирша отказывает ему в продаже билета, так как Барт находится в черном списке. Гомер этому не придал значения, считая это ошибкой, но кассирша объяснила ему эту причину тем, что Барт находится в черном списке из-за того, что когда он в последний раз летел без сопровождения рейсом из Миннеаполиса в Атланту, он вопреки указания пилоту отстегнул ремни безопасности до полной остановки самолета. Из-за того, что Барт нарушил указание пилота, всем пассажирам пришлось лететь обратно в Миннеаполис, несмотря на то, что пилот очень устал. Таким образом, Барт думает, что отмазался от поездки в исправительный лагерь, но Гомер все равно решает отвезти его на своей машине. Тем временем Мардж вместе с Лизой, воспользовавшись моментом отъезда Гомера и Барта, распродают «старые вещи мальчиков».
Во время поездки Гомер злится на Барта из-за того, что он не поехал в Лас-Вегас. Чуть позже Гомер и Барт останавливаются в придорожном кафе «У Скобо» (Scobo’s), где Гомер заказывает на завтрак яичницу с беконом в виде человеческого лица. Барт в это время отлучается в туалет и прячется в нем. Когда Гомер съел завтрак, он принялся искать Барта в туалете, который оттуда хитро сбегает через окно, и, вернувшись в кафе, говорит бармену, что какой-то «посетитель» решает сбежать из кафе, не заплатив за завтрак. Им оказался Гомер, которого бармен бьет сковородой по заднице, а Барт сам же сбегает. Тем же временем Мардж и Лиза продолжают дворовую распродажу. Доходит до полного провала, пока Отто не узнал, что купил у Мардж просроченные обезболивающие таблетки по семейному рецепту. Позже, Гомер, отвлекшись из-за Барта, который представился моряком и хотел добраться домой на Рождество автостопом, врезается в дорожное ограждение и едва не падает в обрыв. Барт неохотно пытается помочь Гомеру и спасает его. Джимбо стучится в дом Симпсонов, чтобы купить у Мардж еще таблеток, а та отказывается ему продавать, хлопнув дверью. Сразу же в дверь постучался шеф Виггам, который арестовывает Мардж за незаконную распродажу, назвав ее «наркомамкой». Гомер в это время приезжает к воротам исправительного лагеря «Движение вверх» и отдает туда Барта, где его возьмут со всякой мерзостью и лишат его всякой дерзости. Как только полковник вручил Барту в руки топор, он вынужден попрощаться со своим детством. Гомер уезжает в Лас-Вегас, по пути сбив дом, в котором родился Мэтт Гроунинг. По пути в Лас-Вегас Гомер начинает чувствовать свою вину из-за того, что сдал Барта в исправительный лагерь, и решает поехать в обратном направлении, чтобы его оттуда забрать. Тем временем Барт за 3 часа тщательно наслаждался своим пребыванием в лагере, и начинает понимать, что ему не обязательно шалить, чтобы чувствовать себя нормальным, и достаточно ему прислушаться к нежным ритмам природы. Гомер въезжает в лагерь, сбив «тупую лошадь», и просит Барта смыть кровь с лобового стекла для того, чтобы отвезти его в Лас-Вегас, как он обещал ранее.
Лиза возвращается домой со школы и получает два телефонных сообщения: первое — Мардж срочно требует залог в 10 000 долларов; второе — Гомер и Барт сидят в окружной тюрьме Невады, повздорив с мерзким распорядителем казино. Лиза рассказывает Мэгги, что она ожидала тот день, когда они останутся вдвоем дома, а она будет искать работу утром. В конечном итоге Лиза и Мэгги остаются одни, ибо остальные Симпсоны — в тюрьме.